# Estadio Jiboa
El Estadio Jiboa es un estadio ubicado en la ciudad de San Vicente, El Salvador conocido por todos como "El Jiboa", es la sede del Club Social Independiente de la  Liga Pepsi. A partir de 2013 se hace la más grande inversión en un escenario deportivo de la ciudad de San Vicente

## Ubicación
Ubicado en el centro de la ciudad de San Vicente, es el estadio más grande del departamento con la remodelación que le hiciera el INDES, se le pavimentó la pista de atletismo y se le puso iluminación, su aforo inicial era de 1500 personas llegando ahora a 8,000 espectadores.

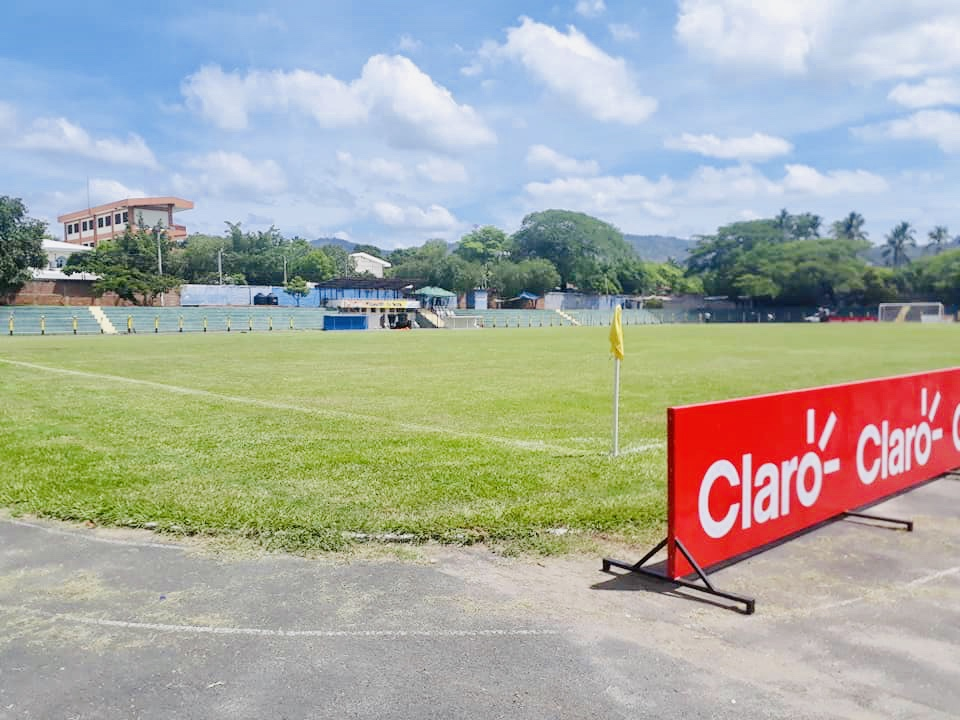

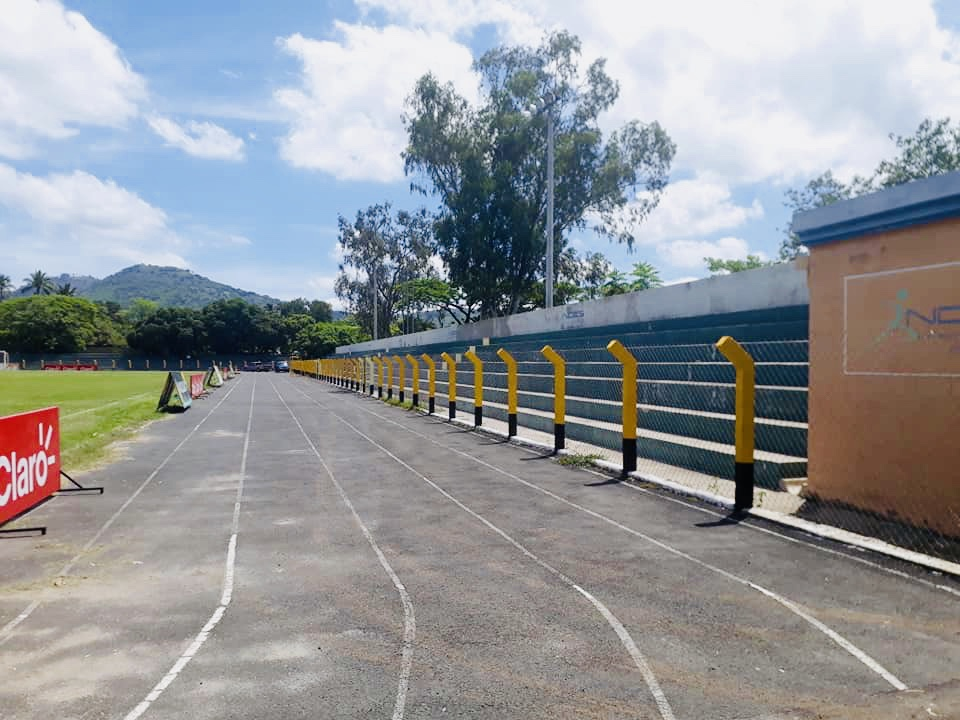

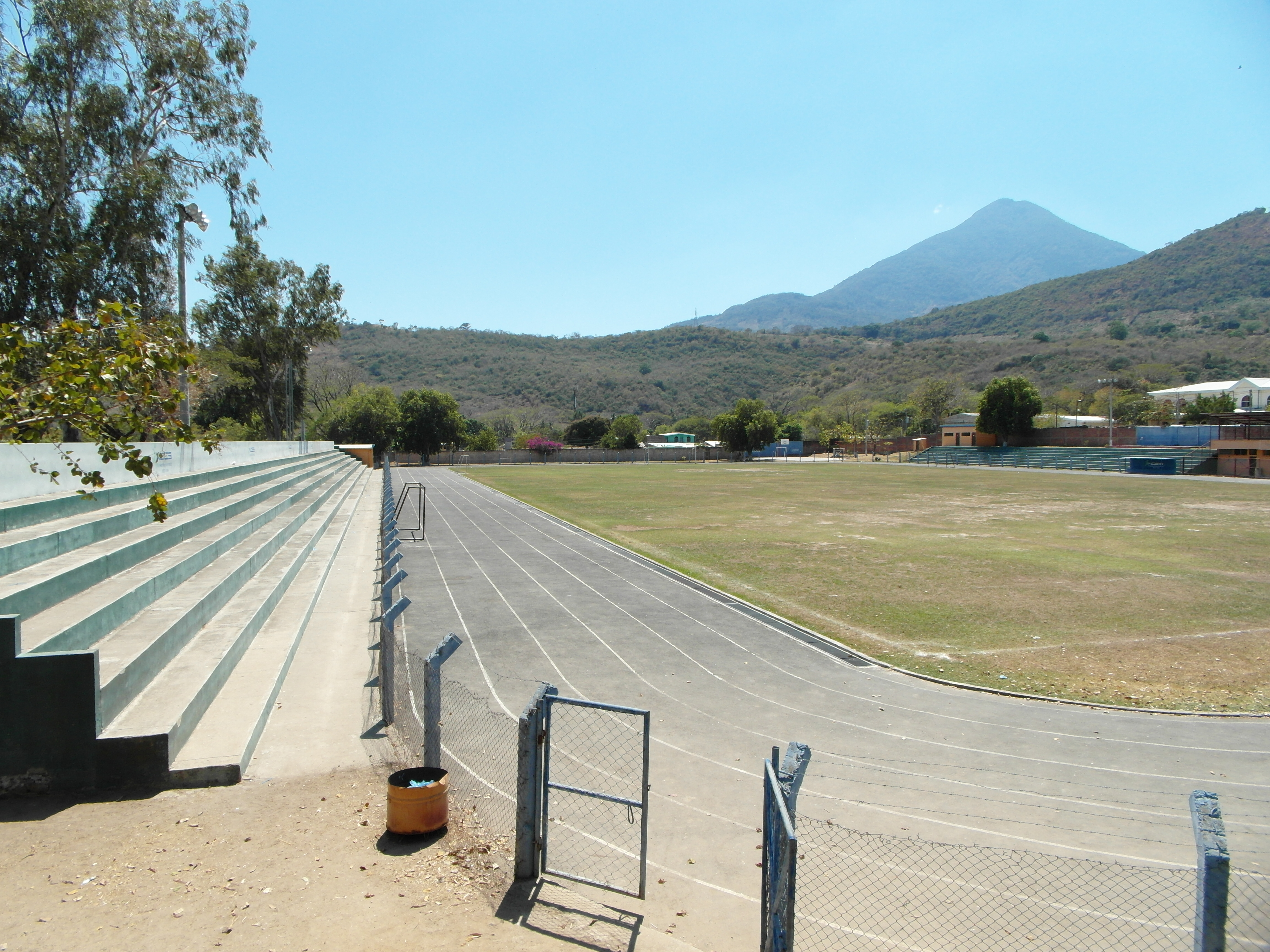
Vista de los graderíos del Estadio Jiboa

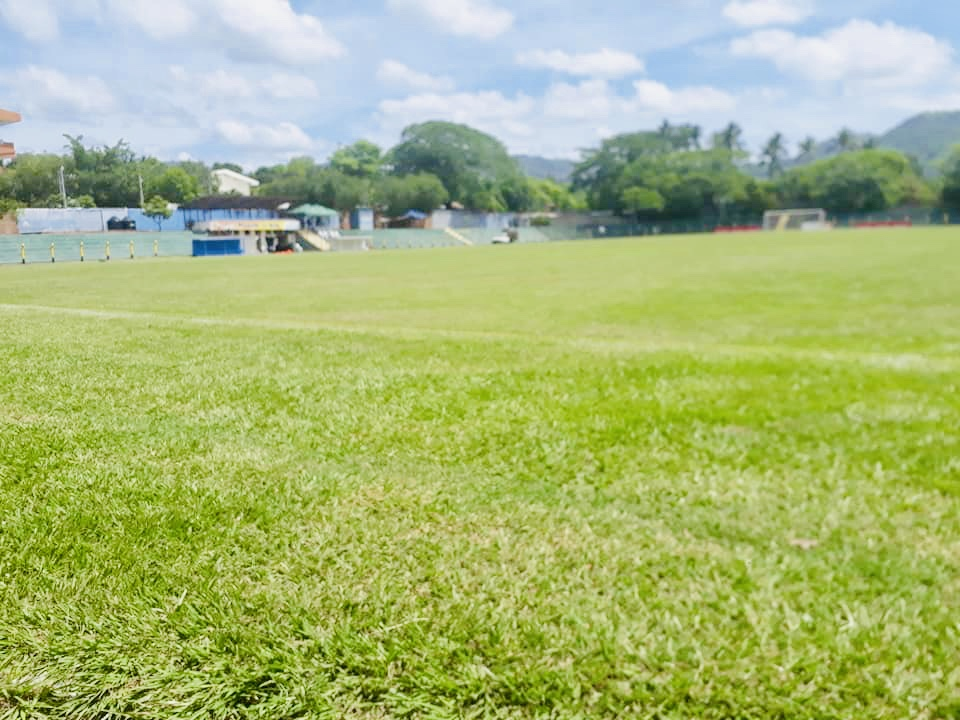
Césped del Estadio Jiboa

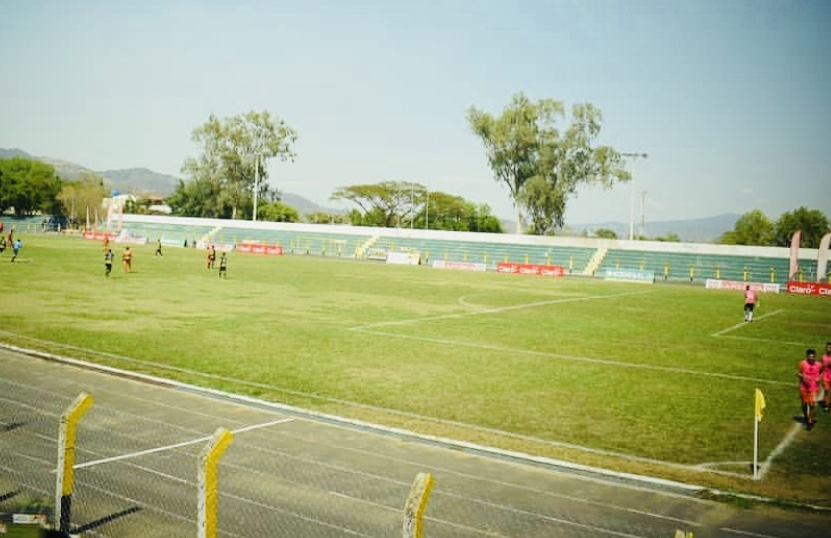
Panorámica del Estadio Jiboa.

## Historia
Anteriormente conocida como "Estadio Vicentino", dicha sede era considerada difícil de solventar para los equipos visitantes en campeonatos tanto de Segunda como de Primera División del país centroamericano, siendo ocupado el mismo hasta el año 2007 al descender el club Independiente Nacional 1906 de la Liga Mayor desapareciendo posteriormente, siendo este nuevamente retomado por el redundado equipo  Independiente F.C. (San Vicente) el cual lo había tomado como sede en algunos partidos en Tercera División ya que mantenía su sede como local en la cancha del Ingenio Azucarero Jiboa.

### Remodelación (2013)
El inmueble no había tenido mayores cambios en su infraestructura desde hacía varias décadas pero posteriormente se fueron minando las condiciones del mismo, no fue sino hasta 2013 cuando el Gobierno de El Salvador a través del INDES inicia un proyecto de reconstrucción de escenario deportivo. Con la finalización de la obra se dio paso a una evento para la población. Toda una verdadera fiesta se vivió en la ciudad de San Vicente, donde más de dos mil personas fueron testigos de los actos de inauguración de las mejoras realizadas en el Estadio Jiboa.
El monto de las obras realizadas en el escenario deportivo fueron de 198 930 dólares, y el objetivo del proyecto de remodelación fue que la población dispusiera de un lugar digno para hacer deporte y actividad física.
El escenario fue recibido con mucho optimismo por los pobladores, en su mayoría seguidores de los “Fantasmas del Jiboa”, como es conocido el
equipo Independiente, que es un orgullo de San Vicente, ya que se destacó en la Primera División de fútbol salvadoreño y en donde militó una de sus grandes figuras, como es  Jorge "Mágico" González.
Entre las reparaciones que se realizaron se pueden mencionar: remodelación de los camerinos, reparación de los graderíos, construcción pista de atletismo asfaltada de seis carriles, construcción de servicios sanitarios (hombres y mujeres), mejoramiento del sistema hidráulico de aguas lluvias, se levantó un tapial perimetral prefabricado, para brindarle mayor seguridad a los usuarios y aficionados que lleguen al estadio, el cual tiene una capacidad para 8 mil personas, y pintura general.
Asimismo, se instalaron torres con paneles de luminarias, lo que permitirá que a partir de ahora se puedan desarrollar encuentros de primera, segunda y tercera división; así como de equipos aficionados; y la población vicentina pueda practicar sus actividades físicas en horario nocturno.
El estadio también es usado para actos municipales como el desfile cívico del 15 de septiembre.

## Instalaciones y capacidad
- El estadio cuenta con iluminación
- Muro perimetral
- Servicios sanitarios
- Pintura interior y exterior
- Pista Olímpica (no oficial)
- Graderíos en sectores del estadio.